# Gumede kaZulu
Gumede kaZulu was een zoon van Zulu kaNtombela en zijn opvolger in c. 1709 als koning van de Zoeloes in de 18e eeuw. Gumede werd bij zijn dood opgevolgd door zijn zoon Phunga kaGumede. Een andere zoon was Mageba kaGumede.
Mnguni · Nkosinkulu · Mdlani · Luzumana · Malandela · Ntombela · Zulu · Gumede · Phunga · Mageba · Ndaba · Jama · Senzangakhona · Shaka · Dingane · Mpande · Cetshwayo · Dinuzulu · Solomon · Cyprian · Goodwill · Misuzulu